# Fontanet
Fontanet es una entidad de población española del municipio de Torá, perteneciente a la provincia de Lérida, en la comunidad autónoma de Cataluña.

## Historia
Hacia mediados del siglo XIX, el lugar, compuesto por caseríos dispersos y por entonces perteneciente a Llanera, tenía contabilizada una población de 32 habitantes. Aparece descrito en el octavo volumen del Diccionario geográfico-estadístico-histórico de España y sus posesiones de Ultramar de Pascual Madoz de la siguiente manera:

FONTANET: l. que forma ayunt. con otros pueblos de los cuales es cap. Llanera, dist. (1 leg.), en la prov. de Lérida (12), part. jud. y dióc. de Solsona (3), aud. terr. y c. g. de Cataluña (Barcelona 14): está compuesto de cas. dispersos en un terreno montuoso y cortado en forma de valle, por el cual atraviesa el arroyo llamado Llanera: es ventilado principalmente por el O., y el clima frio, es propenso á catarrales. Tiene 10 casas, y sus hab. se surten de agua para sus usos de balsas y pozos y muy particularmente del arroyo mencionado: la igl. parr. (San Miguel), de segundo ascenso y patronato real, tiene por anejas Puigredon y Figuerola, servidas por un cura párroco y teniente de provision del ordinario y nombramiento de S. M. en concurso general: junto á la igl. se halla el cementerio bien ventilado. Se estiende el térm. del pueblo de N. á S. una leg. y 3/4 de E. á O., confinando N. Vallferosa; E. Llanera; S. Claret y Celles, y O. Torá y Aguda; atraviesa por él el arroyo ó ribera nombrada de Llanera, que se reúne al Llobregos ó Bregos mas abajo de Torá. En una cumbre del térm. llamada de San Donato se encuentra la ermita que lleva este nombre, y en el mismo la cuadra denominada de Jovans, de que se hablará en su respectivo art. El terreno secano, montuoso y quebrado, generalmente es de mala calidad; hallándose en él matorrales, encinas y robles: cruza por él el camino que dirige de Torá á Solsona en mal estado; y la correspondencia se recibe de la carteria del primero de estos puntos, por cuenta de los interesades en dias indeterminados. prod.: centeno, avena, patatas, bellotas y vino poco y malo: se cria ganado lanar y hay caza de abundanles perdices, conejos y liebres. ind.: un molino harinero de una sola muela impulsado á temporadas por el agua del arroyo citado. pobl.: 5 vec., 32 alm. cap. imp.: 13,386 rs. contr.: el 14'28 por 100 de esta riqueza. presupuesto municipal 500 rs. que se cubren por reparto vecinal.
(Madoz, 1847, p. 129)

En la actualidad pertenece al municipio de Torá. En 2022, la entidad singular de población tenía empadronados 11 habitantes.

## Patrimonio
En el lugar hay una iglesia bajo la advocación de San Miguel.